# Довге (Івано-Франківський район)
До́вге — село в Україні, у Івано-Франківському районі Івано-Франківської області, розташоване в мальовничому куточку Івано-Франківщини на берегах Дністра на межі Івано-Франківського району та Чортківського району Тернопільської області. Входить до складу Єзупільської селищної громади.

## Географія
У селі струмок Тумир впадає у річку Дністер.
У річці Дністер в селі Довгому відслонюються різноманітні відклади.

## Історія
Одна з історичних версій походження назви села повідає, що на березі річки оселився рибалка на ймення Іван Довгий і згодом з невеликої пристані виникло село. Перші письмові згадки датуються 1437 роком.
Щодо іншої версії, то вона така — під час нападу татар на Галич, галичани покидали свої оселі і тікали вздовж Дністра, де і надовго залишались, тому і назвали цю місцевість Довгою.
Особливістю села є те, що село розташоване по обох берегах Дністра, а чи не єдиним засобом сполучення, який зберігся з давніх-давен й донині — човен.
Кілька разів за польського та австрійського панування змінювалася назва села. 1506 року село отримало назву Длуге, у 1546 році — Долхе, а від 1886 року знову повернулася стара назва села — Довге, яка збереглась й донині.
В 1780 році село відносилося до домінії Маріямпіль і належало Яблоновській Анні. В селі було 57 хат, в яких мешкало 369 людей, з них: 365 християн та 4 юдеїв (65 християнських та 1 юдейська родини)
У 1920-х роках у селі був утворений осередок товариства «Просвіта».
У 1934—1939 роках село входило до об'єднаної сільської ґміни Рошнюв Тлумацького повіту.
У 1939 році в селі мешкало 1350 осіб, з них 1255 українців-греко-католиків, 80 українців-римокатоликів і 15 євреїв.
За 1942—1944 роки з Довгівської сільради, у якій числилося 952 мешканці, вивезено 339 осіб у Німеччину на примусові роботи.
У січні 1992 року відновлено Довгівську сільську раду і виведено Довге з підпорядкування Стриганецькій сільській раді.
До 2020 р. роль місцевої адміністрації виконувала Довгівська сільська рада.
З 2020 року, в результаті адміністративно-територіальної реформи було ліквідовано Довгівську сільську раду та Тисменицький район, а село увійшло до складу Єзупільської територіальної громади з центром в селищі міського типу Єзупіль Івано-Франківського району Івано-Франківської області та новоутвореного Івано-Франківського району. Представництво місцевої адміністрації виконує староста Довгівського старостинського округу Єзупільської селищної ради.
В цей же період Довгівський навчально-виховний комплекс реорганізовано в Довгівську гімназію Єзупільської селищної ради, а пізніше в Довгівську філію Єзупільського ліцею Єзупільської селищної ради.
У червні 2024 року, у зв'язку із малою кількістю учнів, ліквідовано Довгівську філію Єзупільського ліцею Єзупільської селищної ради.

## Пам'ятки
Це єдине село в Тисменицькому районі, де є найбільше культових споруд: одна ПЦУ Воскресіння Христового, настоятель о. Любомир Медвідь та дві УГКЦ церкви. Храмове свято — Поливаний понеділок
Споруджено пам'ятник Т. Шевченку (2003), насипано символічну могилу Борцям за волю України.

## Соціальна сфера
В селі працює ФАП, клуб, сільська бібліотека.

## Населення

### Мова
Розподіл населення за рідною мовою за даними перепису 2001 року:
| Мова       | Кількість | Відсоток |
| ---------- | --------- | -------- |
| українська | 779       | 100%     |

## Відомі люди
- Кланічка Володимир Михайлович — доктор математичних наук, професор Прикарпатського Національного університету ім. В. Стефаника

#### Загинули (померли) внаслідок російсько-української війни
- Думісь Андрій (19 вересня 1994 - 6 листопада 2022) - уродженець села Довге. Військовослужбовець Національної гвардії України.
- Дзидза Микола Васильович (23 липня 1988 - 29 вересня 2022, смт. Ямпіль, Донецька область) - мешканець села Довге. Спецпризначенець полку«Сафарі» Національної поліції України. Загинув при обороні України від російських окупантів. Посмертно нагороджений відзнаками «За честь і звитягу», нагрудним знаком «Знак пошани» та орденом «За мужність» ІІІ ступеня .

## Галерея

Пам'ятник Т. Г. Шевченку
Приміщення колишньої школа
Церква Воскресіння Христового (УГКЦ)
Адміністративна будівля (колишня сільрада
Знак на в'їзді в с. Довге